# Joseph Kriechbaumer
Joseph Kriechbaumer (21 mars 1819, Tegernsee- 2 mai 1902, Munich) est un entomologiste bavarois qui s'était spécialisé dans les hyménoptères Ichneumonidae.
Il a été directeur du Museum d'histoire naturelle de Munich (Zoologische Staatssammlung München).
Son fils Anton Kriechbaumer (1849-1935) a également été entomologiste.